# Derecskei járás
A Derecskei járás Hajdú-Bihar vármegyéhez tartozó járás Magyarországon, amely 2013-ban jött létre. Székhelye Derecske. Területe 650,31 km², népessége 41 533 fő, népsűrűsége 64 fő/km² volt a 2012. évi adatok szerint. Két város (Derecske és Létavértes) és 11 község tartozik hozzá.
A Derecskei járás a járások 1983-as megszüntetése előtt is létezett. Az 1950-es megyerendezés előtt Bihar vármegyéhez tartozott, akkor csatolták Hajdú-Bihar megyéhez, és 1978 végén szűnt meg.

## Települései
| Település     | Rang (2013. július 15.) | Népesség (2012. január 1.) | Terület (km²) | Településvezető               |
| ------------- | ----------------------- | -------------------------- | ------------- | ----------------------------- |
| Derecske      | járásszékhely város     | 8 906                      | 103,58        | Rácz Anikó (Fidesz-KDNP)      |
| Létavértes    | város                   | 7 090                      | 116,62        | Menyhárt Károly (Független)   |
| Hosszúpályi   | nagyközség              | 5 854                      | 79,18         | Zara András (Fidesz-KDNP)     |
| Pocsaj        | nagyközség              | 2 579                      | 49,55         | Szőllősi Roland (Fidesz-KDNP) |
| Esztár        | község                  | 1 366                      | 31,71         | Szécsi Tamás (Független)      |
| Hajdúbagos    | község                  | 1 972                      | 37,44         | Szabó Lukács Imre (Független) |
| Kismarja      | község                  | 1 210                      | 47,16         | Zsiros László (Független)     |
| Kokad         | község                  | 619                        | 16,1          | Toplak Ákos (Független)       |
| Konyár        | község                  | 2 010                      | 41,7          | Vig Szilárd (Független)       |
| Mikepércs     | község                  | 4 434                      | 36,93         | Timár Zoltán (Fidesz-KDNP)    |
| Monostorpályi | község                  | 2 136                      | 44,44         | Kondor Ernő (Független)       |
| Sáránd        | község                  | 2 238                      | 22,68         | Dézsi András (Független)      |
| Tépe          | község                  | 1 119                      | 23,22         | Balogh András (Fidesz-KDNP)   |